# Wille Rydman
Wille-Werner Rydman (ur. 2 stycznia 1986 w Helsinkach) – fiński polityk i samorządowiec, poseł do Eduskunty, w latach 2023–2025 minister spraw gospodarczych.

## Życiorys
Absolwent Uniwersytetu Helsińskiego, na którym uzyskał licencjat (2007) i magisterium (2008) w zakresie nauk politycznych. Zaangażował się w działalność polityczną w ramach Partii Koalicji Narodowej. Był asystentem poselskim i pracownikiem frakcji parlamentarnej, a w latach 2010–2011 przewodniczącym partyjnej młodzieżówki Kokoomuksen Nuorten Liitto. W 2013 zasiadał w radzie miejskiej Helsinek. Był też członkiem rady regionu Uusimaa. W wyborach w 2015 i 2019 uzyskiwał mandat deputowanego do Eduskunty.
W 2022 w dzienniku „Helsingin Sanomat” zarzucono mu, że w 2015 miał się dopuścić czynu przeciwko wolności seksualnej. Postępowanie w sprawie umorzono w związku z brakiem dowodów przestępstwa. W styczniu 2023 Wille Rydman opuścił swoje ugrupowanie, po czym dołączył do prawicowej Partii Finów. Z jej ramienia w tym samym roku po raz trzeci został wybrany do parlamentu.
W lipcu 2023 objął urząd ministra spraw gospodarczych w rządzie Petteriego Orpa, zastępując na tej funkcji Vilhelma Junnilę; sprawował go do czerwca 2025.